# Amaurobioides pleta
Amaurobioides pleta är en spindelart som beskrevs av Forster 1970. Amaurobioides pleta ingår i släktet Amaurobioides och familjen spökspindlar. Inga underarter finns listade i Catalogue of Life.